# Liste des résolutions du Conseil de sécurité des Nations unies sur le Kosovo
Pour un article plus général, voir Liste des résolutions du Conseil de sécurité des Nations unies par pays.
Cet article dresse une liste des résolutions du Conseil de sécurité des Nations unies concernant le Kosovo.

## Kosovo
Le Kosovo (en albanais : Kosova ou Kosovë, en serbe : Kosovo, Косово), en forme longue la république du Kosovo (en albanais : Republika e Kosovës, en serbe : Republika Kosovo, Република Косово), également appelé officiellement par les autorités serbes Kosovo-et-Métochie (en serbe : Kosovo i Metohija, serbe : Косово и Метохија), est un territoire au statut contesté situé en Europe du Sud, plus particulièrement dans les Balkans et en ex-Yougoslavie.
- Résolution 1199 : la situation au Kosovo (république fédérative socialiste de Yougoslavie).
- Résolution 1203 : la situation au Kosovo.
- Résolution 1239 : ses résolutions 1160 de 1998, 1199 de 1998 et 1203 de 1998 du Conseil de sécurité.
- Résolution 1244 : prise de contrôle provisoire civile et militaire du Kosovo par l'ONU : création de la KFOR et de la MINUK, qui marque une nouvelle étape dans la mise en œuvre des missions UNCIVPOL (police civile) par l'ONU.
- Résolution 1367 : la résolution 1160 du Conseil de sécurité, en date du 31 mars 1998.